# Евличи
Евличи (бел. Еўлічы) — деревня в составе Беличского сельсовета в Слуцком районе Минской области Белоруссии.

## Этимология
Название населенного поселка имеет, по всей видимости, патронимическое (от имени предка, владельца или первоначального поселенца) происхождение и образуется сложением формы собственного мужского имени И(е)вль (сын Иова) и топонимического форманта «-ичи».

## История
В начале XX в. деревня в Чаплицкой волости Слуцкого повета, 123 двора, 872 жителя. На 1 января 1998 года — 107 дворов и 228 жителей.
Также установлен памятник на могиле партизанской связной Л. И. Стрельчени, которая погибла в 1942 году.

### Административная принадлежность
До 2013 года в составе Октябрьского сельского Совета Слуцкого района. В 2013 году в результате объединения Октябрьского и Беличского сельских Советов деревня Евличи вошла в состав новообразованного Беличского сельского Совета.

## Транспорт и связь
В 1,2 км к северу от деревни проходит асфальтированная автомобильная дорога республиканского значения Р43 «Граница Российской Федерации (Звенчатка) — Кричев — Бобруйск — Ивацевичи».

### Пригородное сообщение
Автобусными маршрутами деревня Евличи связана с районным центром Слуцком, другими деревнями Слуцкого района. Пригородное автобусное сообщение осуществляется со слуцкого автовокзала. Деревня Евличи является конечной станцией пригородного автобусного маршрута № 209. В 2014 году пригородный маршрут «Слуцк-Евличи» стал самым востребованным у жителей Слуцка и Слуцкого района, им воспользовался каждый седьмой пассажир.

## Известные жители и уроженцы
- Витка, Василь (бел. Вітка Васіль, настоящее имя Крысько Тимофей Васильевич, 16 мая 1911 — 5 июля 1996), белорусский советский поэт, драматург, классик белорусской детской литературы, заслуженный деятель культуры Белорусской ССР (1970 год). Именем Витки названа базовая школа в соседней деревне Октябрь.
- Чимбург, Иван Саввич (бел. Чымбург Іван Савіч, 27 января 1904—1978), белорусский философ, специалист по марксистской философии, ректор Белорусского государственного университета в 1949—1952 годах. Кандидат философских наук
- Крысько, Леонид Трофимович (26.07.1931 — 02.01.1994), заслуженный врач Белорусской ССР, руководитель управления Министерства здравоохранения БССР в 1976—1990 годах.
- Филиппович, Артемий Никитович (6 апреля 1901 — 28 декабря 1961), белорусский ученый в области инфекционных болезней, член-корреспондент Академии медицинских наук СССР

## Интересные факты
Старший сержант Петр Петрович Цыгалко, полный кавалер ордена Славы, был награждён орденом Славы 3-й степени за мужество и отвагу, проявленные во время атак противника 2 июля 1944 года в районе деревни Евличи.

## Люди, связанные с селом
- Филиппович, Артемий Никитич (1901―1961) ― советский инфекционист, доктор медицинских наук, профессор, член-корреспондент АМН СССР[7].